# LOVB Houston 2025
Questa voce raccoglie le informazioni riguardanti la LOVB Houston nella stagione 2025.

## Stagione
La LOVB Houston partecipa per la prima volta alla League One Volleyball, classificandosi al secondo posto in regular season: accede direttamente alle semifinali dei play-off scudetto, dove viene eliminata dalla LOVB Omaha.
Si aggiudica invece la LOVB Classic, inanellando tre successi consecutivi contro la LOVB Madison, la LOVB Omaha e la LOVB Atlanta.

## Organigramma societario
Area direttiva
- Presidente: LOVB

Area tecnica
- Allenatore: Massimo Barbolini
- Assistente allenatore: Paula Weishoff

## Rosa
| N° | Nome            | Ruolo | Data di nascita  | Nazionalità sportiva |
| -- | --------------- | ----- | ---------------- | -------------------- |
| 1  | Grace Frohling  | O     | 16 aprile 2001   | Stati Uniti          |
| 2  | Karin Palgutová | S     | 12 febbraio 1993 | Slovacchia           |
| 3  | Amber Igiede    | C     | 8 gennaio 2001   | Stati Uniti          |
| 4  | Anna Pogany     | L     | 21 luglio 1994   | Germania             |
| 5  | Jessica Mruzik  | S     | 15 giugno 2002   | Stati Uniti          |
| 7  | Raphaela Folie  | C     | 7 marzo 1991     | Italia               |
| 8  | Christina Bauer | C     | 1º gennaio 1988  | Francia              |
| 9  | Madison Kingdon | S     | 20 aprile 1993   | Stati Uniti          |
| 10 | Kaisa Alanko    | P     | 3 gennaio 1993   | Finlandia            |
| 11 | Anita Anwusi    | C     | 11 giugno 2001   | Stati Uniti          |
| 12 | Micha Hancock   | P     | 10 novembre 1992 | Stati Uniti          |
| 14 | Julia Brown     | S     | 3 febbraio 1996  | Stati Uniti          |
| 17 | Sara Loda       | S     | 22 agosto 1990   | Italia               |
| 18 | Keyla Alves     | L     | 8 gennaio 2000   | Brasile              |
| 23 | Jordan Thompson | O     | 5 maggio 1997    | Stati Uniti          |

## Mercato
| Acquisti | Acquisti        | Acquisti           | Acquisti   |
| R.       | Nome            | da                 | Modalità   |
| -------- | --------------- | ------------------ | ---------- |
| P        | Kaisa Alanko    | Levallois Paris    | definitivo |
| L        | Keyla Alves     | -                  | definitivo |
| C        | Anita Anwusi    | Louisiana State    | definitivo |
| C        | Christina Bauer | Venelles           | definitivo |
| S        | Julia Brown     | Suhl               | definitivo |
| C        | Raphaela Folie  | Pro Victoria       | definitivo |
| O        | Grace Frohling  | Dresdner           | definitivo |
| P        | Micha Hancock   | Casalmaggiore      | definitivo |
| C        | Amber Igiede    | Roma Club          | definitivo |
| S        | Madison Kingdon | Athletes Unlimited | definitivo |
| S        | Sara Loda       | Aydın BB           | definitivo |
| S        | Jessica Mruzik  | Penn State         | definitivo |
| S        | Karin Palgutová | Levallois Paris    | definitivo |
| L        | Anna Pogany     | Schweriner         | definitivo |
| O        | Jordan Thompson | VakıfBank          | definitivo |

| Cessioni | Cessioni | Cessioni | Cessioni |
| R. | Nome     | a        | Modalità |
| --- | -------- | -------- | -------- |
| Non sono avvenuti movimenti di mercato in uscita prima dell'annata perché la società non era attiva nella stagione precedente |          |          |          |

## Risultati

### LOVB

#### Regular season
| 9 gennaio 2025 Fort Bend Epicenter, Rosenberg    | LOVB Houston   | 3 - 2 | LOVB Austin    | 25-27, 24-26, 25-22, 27-25, 16-14 |
| 10 gennaio 2025 Fort Bend Epicenter, Rosenberg   | LOVB Houston   | 0 - 3 | LOVB Omaha     | 19-25, 20-25, 26-28               |
| 18 gennaio 2025 Wisconsin Field House, Madison   | LOVB Salt Lake | 1 - 3 | LOVB Houston   | 9-25, 16-25, 27-25, 12-25         |
| 22 gennaio 2025 Bruin Arena, Taylorsville        | LOVB Salt Lake | 3 - 1 | LOVB Houston   | 22-25, 25-15, 26-24, 25-19        |
| 29 gennaio 2025 Alliant Energy Center, Madison   | LOVB Madison   | 0 - 3 | LOVB Houston   | 19-25, 17-25, 21-25               |
| 5 febbraio 2025 Fort Bend Epicenter, Cedar Park  | LOVB Austin    | 1 - 3 | LOVB Houston   | 31-33, 23-25, 25-21, 16-25        |
| 19 febbraio 2025 Fort Bend Epicenter, Cedar Park | LOVB Austin    | 3 - 1 | LOVB Houston   | 25-20, 19-25, 25-18, 26-24        |
| 20 febbraio 2025 Fort Bend Epicenter, Cedar Park | LOVB Omaha     | 3 - 0 | LOVB Houston   | 24-26, 23-25, 16-25               |
| 27 febbraio 2025 Fort Bend Epicenter, Rosenberg  | LOVB Houston   | 0 - 3 | LOVB Salt Lake | 17-25, 21-25, 21-25               |
| 7 marzo 2025 Gateway Center Arena, College Park  | LOVB Atlanta   | 2 - 3 | LOVB Houston   | 25-21, 25-18, 21-25, 17-25, 10-15 |
| 8 marzo 2025 Gateway Center Arena, College Park  | LOVB Madison   | 1 - 3 | LOVB Houston   | 19-25, 28-26, 28-26, 25-16        |
| 14 marzo 2025 Fort Bend Epicenter, Rosenberg     | LOVB Houston   | 3 - 2 | LOVB Atlanta   | 25-23, 25-23, 15-25, 19-25, 15-8  |
| 15 marzo 2025 Fort Bend Epicenter, Rosenberg     | LOVB Houston   | 3 - 1 | LOVB Austin    | 27-25, 25-18, 19-25, 25-22        |
| 22 marzo 2025 Baxter Arena, Omaha                | LOVB Omaha     | 1 - 3 | LOVB Houston   | 21-25, 18-25, 25-23, 23-25        |
| 27 marzo 2025 Fort Bend Epicenter, Rosenberg     | LOVB Houston   | 1 - 3 | LOVB Atlanta   | 25-13, 21-25, 21-25, 20-25        |
| 5 aprile 2025 Bruin Arena, Taylorsville          | LOVB Madison   | 0 - 3 | LOVB Houston   | 20-25, 19-25, 21-25               |

#### Play-off
| Semifinali - 11 aprile 2025 KFC Yum! Center, Louisville | LOVB Houston | 2 - 3 | LOVB Omaha | 25-15, 26-24, 23-25, 23-25, 12-15 |

### LOVB Classic
| Quarti di finale - 14 febbraio 2025 Municipal Auditorium, Kansas City | LOVB Houston | 3 - 0 | LOVB Madison | 25-20, 25-23, 25-18        |
| Semifinali - 15 febbraio 2025 Municipal Auditorium, Kansas City       | LOVB Omaha   | 1 - 3 | LOVB Houston | 20-25, 25-17, 18-25, 21-25 |
| Finale - 16 febbraio 2025 Municipal Auditorium, Kansas City           | LOVB Atlanta | 1 - 3 | LOVB Houston | 23-25, 27-25, 20-25, 27-29 |

## Statistiche

### Statistiche di squadra
| Competizione | Punti | In casa | In casa | In casa | In trasferta | In trasferta | In trasferta | Campo neutro | Campo neutro | Campo neutro | Totale | Totale | Totale |
| Competizione | Punti | G       | V       | P       | G            | V            | P            | G            | V            | P            | G      | V      | P      |
| ------------ | ----- | ------- | ------- | ------- | ------------ | ------------ | ------------ | ------------ | ------------ | ------------ | ------ | ------ | ------ |
| LOVB         | -     | 6       | 3       | 3       | 6            | 4            | 2            | 5            | 3            | 2            | 17     | 10     | 7      |
| LOVB Classic | -     | -       | -       | -       | -            | -            | -            | 3            | 3            | 0            | 3      | 3      | 0      |
| Totale       | -     | 6       | 3       | 3       | 6            | 4            | 2            | 8            | 6            | 2            | 20     | 13     | 7      |

G = partite giocate; V = partite vinte; P = partite perse

### Statistiche dei giocatori
| Giocatrice   | LOVB | LOVB | LOVB | LOVB | LOVB | LOVB Classic | LOVB Classic | LOVB Classic | LOVB Classic | LOVB Classic | Totale | Totale | Totale | Totale | Totale |
| Giocatrice   | P    | PT   | AV   | MV   | BV   | P            | PT           | AV           | MV           | BV           | P      | PT     | AV     | MV     | BV     |
| ------------ | ---- | ---- | ---- | ---- | ---- | ------------ | ------------ | ------------ | ------------ | ------------ | ------ | ------ | ------ | ------ | ------ |
| K. Alanko    | 14   | 3    | 2    | 1    | 0    | 3            | 0            | 0            | 0            | 0            | 17     | 3      | 2      | 1      | 0      |
| K. Alves     | 7    | 2    | 0    | 0    | 2    | 0            | 0            | 0            | 0            | 0            | 7      | 2      | 0      | 0      | 2      |
| A. Anwusi    | 1    | 0    | 0    | 0    | 0    | 0            | 0            | 0            | 0            | 0            | 1      | 0      | 0      | 0      | 0      |
| C. Bauer     | 7    | 39   | 18   | 12   | 9    | 0            | 0            | 0            | 0            | 0            | 7      | 39     | 18     | 12     | 9      |
| J. Brown     | 5    | 10   | 10   | 0    | 0    | 0            | 0            | 0            | 0            | 0            | 5      | 10     | 10     | 0      | 0      |
| R. Folie     | 11   | 96   | 60   | 32   | 4    | 3            | 23           | 9            | 9            | 5            | 14     | 119    | 69     | 41     | 9      |
| G. Frohling  | 8    | 40   | 34   | 6    | 0    | 3            | 16           | 15           | 1            | 0            | 11     | 56     | 49     | 7      | 0      |
| M. Hancock   | 16   | 64   | 30   | 10   | 24   | 2            | 8            | 4            | 1            | 3            | 18     | 72     | 34     | 11     | 27     |
| A. Igiede    | 17   | 182  | 129  | 47   | 6    | 3            | 29           | 20           | 7            | 2            | 20     | 211    | 149    | 54     | 8      |
| M. Kingdon   | 17   | 181  | 165  | 9    | 7    | 3            | 30           | 26           | 1            | 3            | 20     | 211    | 191    | 10     | 10     |
| S. Loda      | 13   | 18   | 15   | 2    | 1    | 2            | 0            | 0            | 0            | 0            | 15     | 18     | 15     | 2      | 1      |
| J. Mruzik    | 17   | 213  | 183  | 21   | 9    | 3            | 41           | 37           | 4            | 0            | 20     | 254    | 220    | 25     | 9      |
| K. Palgutová | 12   | 25   | 21   | 2    | 2    | 0            | 0            | 0            | 0            | 0            | 12     | 25     | 21     | 2      | 2      |
| A. Pogany    | 15   | 0    | 0    | 0    | 0    | 3            | 0            | 0            | 0            | 0            | 18     | 0      | 0      | 0      | 0      |
| J. Thompson  | 15   | 282  | 248  | 24   | 10   | 3            | 64           | 59           | 3            | 2            | 18     | 346    | 307    | 27     | 12     |